# Curt Prickler
Curt Prickler, gebürtig Artur Edgar Kurt Prickler (* 25. Februar 1885 in Tilsit; † 6. Oktober 1952 in Wolfratshausen), war ein deutscher Filmproduzent, Produktions- und Herstellungsleiter.

## Leben
Der gebürtige Ostpreuße hatte eine Ausbildung zum Buchhalter erhalten und war über diesen Umweg 28-jährig zur Filmproduktionsfirma PAGU gestoßen, die ihn am 15. Juli 1913 einstellte. Gut ein Jahr darauf, am 3. August 1914, wurde Prickler eingezogen. Er diente die gesamten vier Kriegsjahre.
Am 1. Februar 1919 kehrte er in die Filmbranche zurück. Curt Prickler war zunächst als Prokurist für Joe May tätig und wurde dann zum Geschäftsführer bei der May-Film GmbH, der Fema Film-Atelier GmbH, der Filmstadt Woltersdorf Grundstücksgesellschaft und der May Kopieranstalt GmbH befördert. Von 1923 bis 1925 war er stellvertretendes Vorstandsmitglied und zugleich Mitglied des Aufsichtsrats bei der Mayfilm Aktiengesellschaft.
1929 engagierte ihn Karl Grune als Geschäftsführer für seine Karl Grune Film GmbH.
Anfang der 30er Jahre gründete er die kurzlebige Prickler-Film, 1934 war er Mitgründer bei der Minerva Tonfilm GmbH, die auf Druck der Reichsfilmkammer aufgelöst wurde. Prickler war auch für die Nachfolgefirma, die 'arisierte' Minerva Tonfilm GmbH (1937–1941), als Produktionsleiter bis zur Liquidation im März 1939 tätig. Er  wechselte dann als Herstellungs- bzw. Herstellungsgruppenleiter zur Münchener Bavaria.
Kurz vor seinem Tod – er starb an den Folgen eines Autounfalls – gründete Curt Prickler erneut die Minerva-Produktion, konnte aber nur noch einen Film herausbringen.

## Filmografie (Auswahl)
| - 1929: Katharina Knie - 1933: Seine erste Liebe - 1934: Elisabeth und der Narr - 1934: Charleys Tante - 1935: Der mutige Seefahrer - 1935: Das Einmaleins der Liebe - 1935: Viktoria - 1936: Stärker als Paragraphen - 1936: Maria, die Magd - 1936: Susanne im Bade - 1937: Togger - 1937: Alarm in Peking | - 1937: Heimweh - 1938: Du und ich - 1938: Scheidungsreise - 1939: Marguerite: 3 - 1939: Gold in New Frisco - 1939: Befreite Hände - 1940: Das Fräulein von Barnhelm - 1941: Das Mädchen von Fanö - 1941: Kameraden - 1942: Geliebte Welt - 1948: Liebe 47 - 1952: Zwei Menschen |